# Szőnyi Ildikó (modell)
Szőnyi Ildikó, asszonyneve: Bacsó Ildikó, (Monor, 1968. június 2. – Győr, 2022. augusztus 28.) magyar modell, manöken.

## Életútja
Az 1980-as évek egyik ismert modellje lett. Az első fotózása, alig 17 évesen, a Gabi-Mami újság szerkesztőségénél volt. Később Bacsó Béla fotóművésszel készítette első címlapját. Az Ez a Divat című magazin hasábjain is megjelentek fotói. Fürdőruha-, illetve fehérnemű-fotózásokon, ill. divatbemutatókon is részt vett.
Sokszor dolgozott külföldön. 1994-ben a floridai Sarasotába érkezett, ahol másfél hétig fotózott. Előtte jó egy hónapot Colorado államban töltött, ahol egy sportruházati katalógusba készítettek róla felvételeket. Florida után Görögországban is járt, egy fotóművészeti évkönyvbe készítettek róla képeket. 

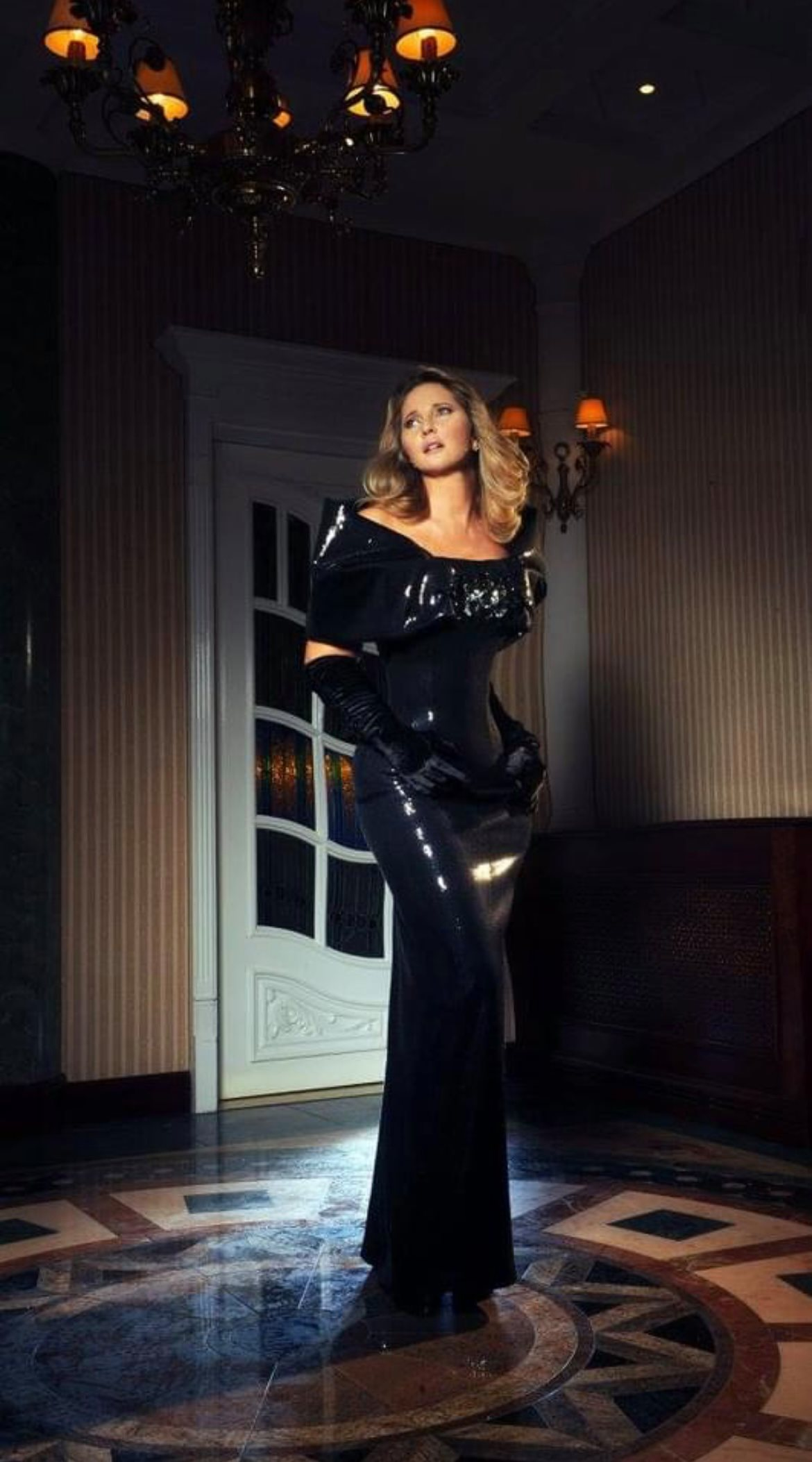
Marjai Judit fényképén (2015 körül)

15 évig dolgozott a modellszakmában, majd sminkes lett.
Címlap, kártyanaptár, katalógus fotózására kapott felkéréseket.
Látható volt például az Ország-világ címlapján. A Pulli kötős magazinban folyamatosan jelentek meg címlapjai, de a Nők Lapja című lapban is, illetve a Sport Suszter német katalógusban.
2014-ben Marjai Judit fotós Ex Top model come back Szőnyi Ildikó címmel kampányt indított, melyre felkérte a volt modellt, régi modell-kolléganőjét, Szőnyi Ildikót, és fotók jelentek meg.
2022. augusztus 28-án, vasárnap a 82-es főúton a Nyúl és Győr közötti vasúti átjáróban leparkolta járművét a sínen, és megvárta az érkező vonatot. Az ütközés következtében a helyszínen életét vesztette.

## Fotósai voltak
Több fotóssal is dolgozott, például Módos Gábor, Lengyel Miklós, Fábry Péter István, Rózsavölgyi Gyöngyi, Fenyő János, Varró Géza, Bacsó Béla és Marjai Judit fotóművészekkel.
Férje Bacsó Béla, házasságukból két fiúgyermek született.